# Diócesis de Córdoba (México)
La diócesis de Córdoba (en latín: Dioecesis Cordubensis in Mexico) es una circunscripción eclesiástica de la Iglesia católica en México. Se trata de una diócesis latina, sufragánea de la arquidiócesis de Xalapa. Desde el 4 de julio de 2020 su obispo es Eduardo Carmona Ortega, de los Operarios del Reino de Cristo.

## Territorio y organización
La diócesis tiene 4214 km² y extiende su jurisdicción sobre los fieles católicos de rito latino residentes en el estado de Veracruz en los municipios de: Alpatláhuac, Amatlán de los Reyes, Atoyac, Calcahualco, Camarón de Tejeda, Carrillo Puerto, Coetzala, Comapa, Córdoba, Coscomatepec, Cuichapa, Cuitláhuac, Chocamán, Fortín, Huatusco, Ixhuatlán del Café, Naranjal, Omealca, Paso del Macho, Sochiapa, Tenampa, Tepatlaxco, Tezonapa, Tlacotepec de Mejía, Tomatlán, Totutla, Yanga y Zentla. Los límites de la diócesis de Córdoba son al norte la arquidiócesis de Xalapa, al oeste la arquidiócesis de Puebla, al suroeste la diócesis de Orizaba y al este las diócesis de Veracruz y Tuxtepec.
La sede de la diócesis se encuentra en la ciudad de Córdoba, en donde se halla la Catedral de la Inmaculada Concepción.
En 2021 en la diócesis existían 48 parroquias, divididos en 6 Decanatos: Inmaculada, San José, Coscomatepec, Huatusco, Cañera Norte y Cañera Sur.

## Historia
La diócesis fue erigida el 15 de abril de 2000 con la bula Ministerium Nostrum del papa Juan Pablo II, obteniendo el territorio de la arquidiócesis de Xalapa. El mismo día el papa Juan Pablo II nombró al primer obispo Eduardo Porfirio Patiño Leal, proveniente de la arquidiócesis de Monterrey.

## Estadísticas
Según el Anuario Pontificio 2022 la diócesis tenía a fines de 2021 un total de 756 023 fieles bautizados.
| Año                                                                             | Población            | Población | Población      | Sacerdotes | Sacerdotes    | Sacerdotes    | Bautizados por sacerdote | Diáconos permanentes | Religiosos | Religiosos | Parroquias |
| Año                                                                             | Bautizados católicos | Total     | % de católicos | Total      | Clero secular | Clero regular | Bautizados por sacerdote | Diáconos permanentes | Varones    | Mujeres    | Parroquias |
| ------------------------------------------------------------------------------- | -------------------- | --------- | -------------- | ---------- | ------------- | ------------- | ------------------------ | -------------------- | ---------- | ---------- | ---------- |
| 2000                                                                            | 577 669              | 627 890   | 92.0           | 54         | 50            | 4             | 10 697                   |                      | 4          | 160        | 35         |
| 2001                                                                            | 605 555              | 685 960   | 88.3           | 66         | 66            |               | 9175                     |                      |            | 146        | 40         |
| 2002                                                                            | 605 555              | 638 165   | 94.9           | 68         | 68            |               | 8905                     |                      |            | 98         | 40         |
| 2003                                                                            | 605 555              | 638 165   | 94.9           | 63         | 62            | 1             | 9611                     |                      | 1          | 98         | 39         |
| 2004                                                                            | 605 555              | 638 165   | 94.9           | 72         | 71            | 1             | 8410                     |                      | 1          | 145        | 42         |
| 2006                                                                            | 650 938              | 707 542   | 92.0           | 73         | 70            | 3             | 8916                     |                      | 3          | 164        | 39         |
| 2013                                                                            | 698 179              | 755 000   | 92.5           | 83         | 82            | 1             | 8411                     |                      | 8          | 161        | 44         |
| 2016                                                                            | 719 331              | 801 193   | 89.8           | 82         | 82            |               | 8772                     | 5                    | 7          | 180        | 44         |
| 2019                                                                            | 741 127              | 825 468   | 89.8           | 85         | 85            |               | 8719                     | 4                    | 9          | 148        | 48         |
| 2021                                                                            | 756 023              | 842 000   | 89.8           | 85         | 85            |               | 8894                     | 4                    | 8          | 129        | 48         |
| Fuente: Catholic-Hierarchy, que a su vez toma los datos del Anuario Pontificio. |                      |           |                |            |               |               |                          |                      |            |            |            |

## Episcopologio
- Eduardo Porfirio Patiño Leal (15 de abril de 2000-4 de julio de 2020 renunció)
- Eduardo Carmona Ortega, C.O.R.C., por sucesión el 4 de julio de 2020